# Robert Bosch
August Robert Bosch (Albeck, 23 de setembro de 1861 — 12 de março de 1942) foi um industrial e inventor alemão, fundador da Robert Bosch GmbH.
Estudou nos Estados Unidos. Passou mais de sete anos trabalhando em diversas empresas (trabalhou com Thomas Edison em Nova York), e no Reino Unido (para a empresa alemã Siemens). Em 1886 fundou uma oficina de mecânica de precisão e engenharia elétrica, que em 1937 tornou-se a Robert Bosch GmbH. Deve-se a ele o desenvolvimento da ignição por magneto e da bomba de injeção para motores a diesel. Implementou na sua empresa os turnos de oito horas laborais diários durante 5 dias da semana o que na época se tornou um grande feito. Apoiou também a formação profissional contínua dos seus trabalhadores. Foi senador da Sociedade Kaiser Wilhelm, de 1922 a 1933. Em 1984 foi incluído no Automotive Hall of Fame.
Está sepultado no Waldfriedhof Stuttgart.

## Obra
- BOSCH, Robert. The prevention of future crises in the world economic system. Londres, 1937 (edição alemã: 1932).